# Coronidium boormanii
Coronidium boormanii là một loài thực vật có hoa trong họ Cúc. Loài này được (Maiden & Betche) Paul G.Wilson mô tả khoa học đầu tiên.